# Équipe cycliste Ista
L'équipe cycliste Ista est une équipe cycliste allemande participant aux circuits continentaux de cyclisme et en particulier l'UCI Europe Tour.
L'équipe a été dissoute après la saison 2008.

## Saison 2008[1],[2]

### Effectif
| Cycliste               | Date de naissance | Nationalité | Équipe 2007  |
| ---------------------- | ----------------- | ----------- | ------------ |
| Sebastian Baldauf      | 22.02.1989        | Allemagne   | Néo-pro      |
| Matthias Brändle       | 07.12.1989        | Autriche    | Néo-pro      |
| Marcel Fischer         | 17.10.1987        | Allemagne   | Néo-pro      |
| Rolf Hofbauer          | 02.12.1986        | Allemagne   |              |
| Nico Keinath           | 14.01.1987        | Allemagne   |              |
| Tim Klotz              | 12.04.1988        | Allemagne   |              |
| Jörg Lehmann           | 17.11.1987        | Allemagne   | Néo-pro      |
| Ralf Matzka            | 05.05.1989        | Allemagne   | Néo-pro      |
| Christoph Meschenmoser | 29.06.1983        | Allemagne   | Skil-Shimano |
| Dominik Nerz           | 25.08.1989        | Allemagne   | Néo-pro      |
| Fabian Schaar          | 13.03.1989        | Allemagne   | Néo-pro      |
| Christopher Schmieg    | 03.03.1989        | Allemagne   | Néo-pro      |
| Robin Schmuda          | 09.05.1986        | Allemagne   |              |
| Nikolai Schwarz        | 02.06.1986        | Allemagne   |              |

### Victoires
| Date       | Course                           | Pays         | Classe | Vainqueur              |
| ---------- | -------------------------------- | ------------ | ------ | ---------------------- |
| 04/04/2008 | 1re étape du Cinturón a Mallorca | Espagne      |        | Jörg Lehmann           |
| 11/05/2008 | 3e étape du Tour de Berlin       | Allemagne    |        | Jörg Lehmann           |
| 25/05/2008 | Grand Prix Palma                 | Slovaquie    |        | Christoph Meschenmoser |
| 21/06/2008 | Prologue du Tour de Corée-Japon  | Corée du Sud |        | Christopher Schmieg    |
| 27/06/2008 | 3e étape du Tour de Corée-Japon  | Corée du Sud |        | Ralf Matzka            |